# Роман Ингваревич
Роман Ингваревич (ум. 1237) — один из сыновей рязанского князя Ингваря Игоревича. Князь рязанский, зарайский, коломенский во время монгольского нашествия.
Историк Войтович Л. В. отождествляет его с упоминаемым «Повестью о разорении Рязани Батыем» Глебом Ингваревичем Коломенским.
Был убит в сражении с татарами под Коломной в 1237 году на двадцатом году княжения.

## Семья
Отец: Ингварь Игоревич (ум. 1235) — рязанский князь (1217—1235).
Братья:
- Юрий (уб. 1237) — великий князь Рязанский[4]. Согласно историку Войтовичу Л. В., мог быть и простым удельным рязанским князем[1].
- Олег Красный (ум. 1258) — великий князь Рязанский.

Сестра:
- Евдокия — жена 1-го князя углицкого Владимира Константиновича.